# NK Croatia Zmijavci
O NK Croatia Zmijavci é um clube de futebol de Zmijavci, Condado de Split-Dalmácia, Croácia, que atualmente disputa a segunda divisão (em croata: Druga HNL) após conseguir a promoção na temporada 2018-19.

## História
O Zmijavci foi fundado em 1974 como NK Kujundžusa.
Na temporada 2017–18, a equipe chegou às oitavas-de-final da Copa da Croácia. O Zmijavci venceu a Treća HNL - o equivalente à terceira divisão - da região sul em 2017-18, mas não recebeu a promoção para a segunda divisão. O time finalmentr recebeu uma licença para a 2. HNL de 2019-20 e conseguiu promoção após terminar em 2º no Treća HNL de 2018-19.

## Títulos
- Treća HNL Sul:2017–18